# Carine Atezambong Fomo
Pour les articles homonymes, voir FOMO.
Carine Atezambong Fomo, née en 1984, est une arbitre et professeur certifiée d'éducation physique et sportive de lycée et originaire de Dschang dans la région de l'Ouest au Cameroun.

## Biographie

### Enfance, formation et débuts
Carine Atezambong Fomo est originaire de l'ouest du Cameroun. Après une formation à l'Institut National de la Jeunesse et des Sports, elle est retenue en 2014 comme arbitre de football chez les hommes en première division camerounaise. Elle est ensuite retenue à l'international par la FIFA la même année,.

### Carrière
Carine Atezambong Fomo est une arbitre de première division depuis 2014.  Elle prend part aux Jeux africains de Brazzaville en 2015. Elle fait partie des arbitres qui sont retenus pour la CAN féminine 2016. En dehors de sa carrière d'arbitre, elle est également professeur certifiée d'éducation physique et sportive au lycée de Nkolbisson à Yaoundé.
Carine Atezambong Fomo arbitre plusieurs matchs masculins du championnat camerounais, ainsi que la finale de la Coupe du Cameroun en 2014. Elle arbitre également des matchs au niveau international, notamment lors de la Coupe d'Afrique des nations en 2014. Elle prend ensuite part au championnat d'Afrique des nations en janvier 2021, où elle est la seule femme dans le groupe des 3 arbitres camerounais sélectionnés.